# Турова-Поляк, Мария Беннедиктовна
Мария Бенедиктовна Турова-Поляк (9 мая 1899, Варшава — 19 июля 1965, Москва) — советский химик-органик. Внесла большой вклад в развитие нефтехимии и катализа. Опубликовала около 90 научных работ. Подготовила около 50 высококвалифицированных специалистов, большинство из которых стали кандидатами наук. Её племянница — Наталия Турова, кандидат химических наук. 

## Биография
Родилась 9 мая 1899 года в Варшаве, куда её отец с семьёй, происходивший родом из города Слуцка (Белоруссия), переехал, получив там работу. Училась в Варшавской 2-й женской гимназии, когда в 1915 году её семья была вынуждена спешно эвакуироваться в Москву из-за наступления немецких войск. Окончила обучение в гимназии в Москве и осенью 1917 года поступила на Московские высшие женские курсы. Проучившись всего один год, Мария была вынуждена прервать занятия, поступив на работу в Главное управление государственной табачной промышленности. Вскоре в возрасте 20 лет она вышла замуж за Н. А. Поляка, а в 1920 году смогла возобновить занятия на естественном отделении Физико-математического факультета Московского государственного университета.

В 1920—1930-е годы профессор Н. Д. Зелинский создал на кафедре органической химии сплочённый творческий коллектив, вместе с которым он разрабатывал широкий круг теоретически и практически важных вопросов. Молодая талантливая студентка Турова-Поляк стала любимой ученицей Николая Дмитриевича, что позволило ей по окончании химического отделения по специальности «органическая химия» в 1924 году продолжить обучение в аспирантуре. Она была прекрасным экспериментатором. Сам Зелинский отмечал, что у неё замечательные руки. 
Не просто красивые, а умеющие точно и изящно работать.Зелинский, Николай Дмитриевич
 С этого времени и до последних своих дней вся жизнь Марии Бенедиктовны была неразрывно связана с Московским университетом.
Умерла 19 июля 1965 года. Похоронена на Востряковском кладбище.

## Научная деятельность
Бурное развитие нефтехимии и технологии нефтепереработки в первой половине XX века вызвал большой интерес ученых того времени к изучению основных компонентов ископаемого топлива и их превращениям. Проблема каталитической перестройки молекул углеводородов с самого начала заняла ключевое место в сфере научных интересов Марии Бенедиктовны. Эти простейшие по составу вещества могут, однако, иметь совершенно разнообразное строение и являются одним из фундаментальных классов органических соединений.
В 1925 году была опубликована работа, посвящённая изомеризации декалина под действием галогенидов алюминия. Позднее также было издано несколько статей, описывающих превращения декалина и метилгидриндана в зависимости от условий синтеза и типа катализатора. Результатом этого цикла исследований стала успешная защита Марии Бенедиктовны в 1928 году кандидатской диссертации «Геометрическая изомерия гексагидронафталинов», а также целый ряд статей, опубликованных вскоре после окончания аспирантуры.
Дальнейшим объектом исследований Марии Бенедиктовны после изучения превращений декалина и гидриндана стали моноциклические углеводороды с различной величиной кольца, и содержащие различные заместители. Было показано, что под действием хлорида алюминия четырёх-, пяти-, семи-, восьми- и девятичленные циклоалканы претерпевают экзотермическую реакцию изомеризации, образуя углеводороды с устойчивым шестичленным циклом. Особенно подробна была изучена изомеризация циклопентановых углеводородов, так как эти соединения входят в состав нефти.
В это же время в лаборатории Н. Д. Зелинского по заданию промышленности проводились исследования крекинга нефтяных углеводородов и дегидрогенизационного катализа, в которых М. Б. Турова-Поляк также принимала активное участие. Она исследовала активность платины, палладия и других элементов VIII группы периодической системы в реакциях гидрирования-дегидрирования. Совместно с Н. Д. Зелинским ею была решена проблема инактивации металлических катализаторов при образовании углистой плёнки на катализаторе, а также предложен метод регенерации катализатора путём окисления данной плёнки нагреванием его в присутствии воздуха. Эти работы дважды были отмечены премией Комитета народного хозяйства при Госплане СССР.
В 1939—1940 годах М. Б. на основе проведённых исследований предложила обрабатывать богатые циклопентанами нефтяные фракции хлоридом алюминия с последующим дегидрированием образующихся при этом производных циклогексана по Н. Д. Зелинскому. Конечной целью являлось обогащение исходной фракции ароматическими углеводородами, в частности толуолом. Годом позже М. Б. доказала правильность данного предположения, обработав фракцию калинской нефти (Баку) с т.кип. 60-150 °C хлоридом алюминия при 35 °C. На представленный метод М. Б. Туровой-Поляк было выдано авторское свидетельство. Кроме синтетического приложения полученные результаты сделали возможным разделение парафиновых и циклопентановых углеводородов, что открывало перспективы использования метода для анализа углеводородных смесей.
В начале Великой Отечественной войны муж Марии Бенедиктовны Н. А. Поляк был направлен в Свердловск в связи со строительством новых электростанций, обеспечивших работу эвакуированных с запада предприятий. Следуя за ним, М. Б. продолжила работу на кафедре органической химии Свердловского медицинского института, где наряду с педагогической работой, участвовала в разработке методов синтеза и промышленного производства п-оксидифениламина, нашедшего применение в качестве ингибитора старения нефтяных трансформаторных и турбинных масел. В годы войны эта работа оказалась особенно важной, так как позволила добиться значительной экономии масел на электростанциях и других промышленных объектах в условиях ограниченного их производства. Лишь в 1943 году, когда эвакуированный Химический факультет был переведён из Ашхабада в Свердловск, М. Б. наконец смогла вновь встретиться со своими университетскими коллегами.
После окончания войны М. Б. смогла обобщить результаты исследований по изомеризации циклоалканов в докторской диссертации «Изомеризация полиметиленовых углеводородов под влиянием хлористого алюминия», которую она успешно защитила в июне 1947 года.
Следующие годы М. Б. посвятила исследованию изомеризации неконденсированных бициклических углеводородов. Помимо эмпирических заключений о закономерностях превращений, на основании известных теплот сгорания чистых углеводородов были рассчитаны теплоты изомеризации бициклоалканов в производные декалина. Кроме того, данные работы представляли значительный интерес для решения вопросов генезиса нефтяных углеводородов. Можно с полной ответственностью утверждать, что работы М. Б. Туровой-Поляк являются тем фундаментом, на котором и в настоящее время продолжается развитие исследований по изомеризации углеводородов.
Исследуя каталитические свойства природных алюмосиликатов, М. Б. показала, что эти соединения могут с успехом быть использованы как для дегидратации спиртов, так и для каталитического алкилирования спиртами гомологов бензола в мягких условиях. В последние годы жизни М. Б. приступила к систематическому исследованию каталитической активности оксидов редкоземельных элементов в реакциях получения олефинов, циклоолефинов, кетонов, сложных эфиров и др. К сожалению, это исследование не было закончено автором, но его первые результаты послужили хорошим заделом следующему поколению экспериментаторов.
Научное наследие М. Б. Туровой-Поляк, включающее в общей сложности порядка 90 работ, оставило яркий след в развитии катализа, как целого направления в современной химии. В то время как в классическом синтезе катализаторы (чаще всего кислоты или основания) были малозаметны, в гетерогенно-каталитическом синтезе они выдвинулись на первое место. Стало ясно, что именно они в основном определяют успех того или иного способа получения продуктов.
Научную работу М. Б. всегда сочетала с педагогической, была лаборантом и лекционным ассистентом Н. Д. Зелинского (1927—1929), доцентом (с 1932), профессором Кафедры органического катализа Химического факультета и Лабораторией каталитического синтеза (с 1950), членом Ученого совета Химического факультета МГУ (с 1954). Она руководила лабораторными и семинарскими занятиями по органической химии, читала обязательные курсы лекций «Методы органического синтеза» для студентов III курса химического факультета и «Органическая химия» для студентов смежных факультетов; а последние 15 лет читала раздел «Каталитический синтез» в спецкурсе «Органический катализ». Мария Бенедиктовна была прекрасным педагогом, блестящим лектором с мягким музыкальным голосом и исключительно внимательным руководителем. Личное обаяние М. Б. играло в педагогической деятельности не последнюю роль. Её отношения с университетской молодежью, студентами, аспирантами, коллегами по работе были всегда дружескими и непосредственными. Сотни специалистов, окончивших Московский университет, а также подготовленные ею кандидаты наук переняли от Марии Бенедиктовны не только экспериментальное мастерство, но и беззаветную любовь к науке и бескорыстное ей служение, которые были для неё характерны.

## Интересные факты
Дед М. Б. Туровой по материнской линии работал в Баку на нефтепромыслах Нобеля. Доподлинно неизвестно, но возможно именно этот факт предопределил её интерес к химии и превращениям углеводородов, входящих в состав нефти.
М. Б. была человеком высокой культуры. Она увлекалась музыкой, в молодости брала уроки вокала у профессора Московской консерватории — сопрано В. М. Зарудной (жены композитора Ипполитова-Иванова). Постоянно посещала театры, концерты, дружила с советским оперным певцом, тенором И. С. Козловским.
В ходе исследования разработанного М. Б. совместно с А. А. Баландиным нового типа катализатора — фосфорной кислоты на активированном угле, было обнаружено, что в результате восстановления органическими соединениями на катализаторе выделяется элементарный (белый) фосфор.
М. Б. представляла отечественную науку в составе советской делегации на конгрессе по катализу в Париже в 1964 г. Это был первый «массовый» выезд наших ученых за рубеж.
Необыкновенная любовь и уважение к памяти М. Б. проявились на праздновании 100-летия со дня её рождения, то есть через 35 лет после смерти. Аудитория 446 Химического факультета МГУ была переполнена — кроме коллег с кафедры присутствовали сотрудники ИОХ, ИНЭОС, Р. Н. Зелинская, много молодых людей, которые только слышали о ней, но не были знакомы лично.